# ロベール1世 (バル公)
ロベール1世（Robert Ier  de Bar, 1344年11月8日 - 1411年4月12日）は、フランス北東部の諸侯。バル伯（1352年 - 1354年）、バル公（1354年 - 1411年）、ポンタ＝ムッソン侯（1353年 - 1411年）。

## 生涯
バル伯アンリ4世とその妻ヨランド・ド・ダンピエールの間の三男、末息子として生まれた。母はフランドル伯ロベール3世の次男ロベール・ド・カッセルの娘である。誕生直後に父が亡くなり、兄エドゥアール2世が母の摂政の下で家督を継承した。幼いロベールと兄エドゥアール2世が四旬節の時期に病気になった際、心配した母は、クレメンス6世教皇より肉食を許可される特免を出してもらっている。
1352年に兄が死ぬと、ロベールは7歳で伯爵家の家督を継ぐが、母が引き続いて摂政を務めた。だが直後に母がロングヴィル伯フィリップと再婚すると、母の摂政の地位は不安定になった。ロングヴィル伯は、ヴァロワ家のフランス王ジャン2世の王位に異議を唱えるナバラ王シャルル2世（悪人王）の弟という問題のある人物だったからである。大叔母のサリー伯夫人ジャンヌが、ヨランドに代わって自らが甥孫の摂政に就くべきであると、ジャン2世に打診した。1352年6月5日、パリ高等法院はバル伯爵領を王の監督下に置くことを宣言した。ジャン2世は同年7月27日にはサリー伯夫人ジャンヌを摂政に任命した。ヨランドは最初は摂政を自ら退く姿勢を見せたが、すぐに態度を翻し、ジャンヌと戦うために兵を募り始めた。このためジャン2世は軍を差し向け、1353年7月2日、ヨランドに再び摂政の地位を退かせている。
1353年、ロベールは神聖ローマ皇帝カール4世により、バル伯位よりも上位のポンタ＝ムッソン侯（辺境伯）に叙せられた。このため文書には「marquis de Pont-à Mousson et comte de Bar」と署名するようになるが、これはバル伯領の貴族層にとっては不合理なものに思われた。ポンタ＝ムッソン侯領よりもバル伯領の方が、明らかに強大だったからである。この変則的な状況を解決するため、カール4世帝は1354年3月13日にバル伯領を公爵領に昇格させることを決めた。
1356年9月19日、ポワティエの戦いでジャン2世がイングランド軍の捕虜になると、後ろ楯を失った大叔母ジャンヌは摂政を退けられ、母ヨランドがロベールの摂政に復帰した。ロベールは同年12月に騎士叙任を受け、1359年11月8日に親政を始めた。ロベールは1364年5月14日に行われたシャルル5世のランスでの戴冠式、1380年11月4日のシャルル6世のランスでの戴冠式をそれぞれ金銭的に援助した。また、シャルル5世が1374年に行ったイングランド軍をノルマンディー地方から駆逐するための遠征にも、何度か参加している。
1401年、ロベール1世は存命中の最年長の息子エドゥアールを後継者に指名した。これはロベールの早世した長男アンリの息子ロベールの相続権を無視した決定だったため、孫のロベールは異議を唱えたが、パリ高等法院は孫ロベールの訴えを1409年までに退けた。
シャルル6世の狂疾がひどくなり、オルレアン公ルイとブルゴーニュ公ジャンが国の主導権をめぐって対立すると、ロベール1世はオルレアン公を支持し、彼がブルゴーニュ派に暗殺された後も親オルレアン派であり続けた。晩年は痛風に苦しみ、歩行困難になった。

## 子女
1364年、フランス王ジャン2世の娘マリーと結婚し、間に11人の子女をもうけた。
- アンリ（1362年 - 1397年） - マルル領主
- ヨランド（1365年 - 1431年） - 1483年、アラゴン王フアン1世と結婚
- フィリップ（1372年 - 1398年）
- シャルル（1373年  - 1392年） - ノジャン＝ル＝ロトルー領主
- マリー（1374年 - ?） - 1384年、ナミュール侯ギヨーム2世と結婚
- エドゥアール3世（1377年 - 1415年） - バル公
- ルイ1世（? - 1431年） - ヴェルダン司教、枢機卿、バル公
- ヨランド（? - 1421年） - 1400年、ユーリヒ＝ベルク公アドルフと結婚
- ジャン（1380年 - 1415年）- ピュイゼ領主
- ボンヌ（? - 1400年） - 1393年、サン＝ポル伯・リニー伯ワレラン3世と結婚
- ジャンヌ（? - 1402年） - 1393年、モンフェッラート侯テオドーロ2世と結婚